# Пратараканы
Пратарака́ны (лат. Eoblattida) — отряд вымерших новокрылых насекомых с неполным превращением. Известны из отложений с среднего карбона до перми.

## Строение
Характеризуется свободной головой, не прикрытой переднеспинкой. Ротовые органы грызущие, направлены вперёд. Переднеспинка с параноталиями. Ноги бегательные, неспециализированные. Крылья перепончатые, без глубоких изменений жилкования, связанных с элитризацией. Жилка Sс длинная, жилки Rs и R хорошо дифференцированы.

## Таксономия
Пратараканов считают родственниками, а некоторые энтомологи — и предками тараканообразных и термитов. По характеру питания они были сапрофагами и вымерли, вероятно, будучи вытесненными более прогрессивными Polyneoptera.
Представителей отряда из каменноугольных отложений делят на 4 семейства:
- Eoblattidae
- Anthracothremmidae
- Anthracoptilidae
- Stenoneuridae

В некоторых классификациях в него включают также некоторые семейства карбоновых насекомых неясного систематического положения: Gerapompidae, Fayoliellidae, Protophasmidae и других.
Семейства, известные из пермских отложений:
- Tillyardembiidae
- Protembiidae [syn. Sylvardembiidae]
- Soyanopteridae
- Idelinellidae
- Prygidae
  - Pryg absurdus
- исключённые виды
  - Parapryg alogus (перенесён в состав семейства Surijokocixiidae из Fulgoroidea)